# Joventuts Hitlerianes

Bandera de les Joventuts Hitlerianes

Joventuts Hitlerianes (en alemany: Hitlerjugend) van ser creades pel Partit Nacional Socialista Alemany dels Treballadors (NSDAP) el 1926 per a crear un nou sistema d'ensinistrament per als joves alemanys amb la finalitat de proporcionar-los un entrenament militar i desenvolupar el seu enteniment i obediència a la ideologia nazi.

## Organització
La motivació bàsica de les HJ era la d'entrenar a futurs superhomes aris i soldats que servissin fidelment a l'Alemanya nazi quan fossin adults. L'entrenament físic i militar fou considerat més important que l'educació acadèmica i científica en totes les organitzacions de les HJ. Els joves en els campaments van aprendre a usar les armes, van desenvolupar força física, van aprendre estratègies de guerra i van ser educats en l'antisemitisme. El seu uniforme consistia en una camisa marró clar i uns pantalons curts marró, similar a la d'un campament militar. Alguns nois d'alt rang duien camises negres.

## Història
Les HJ van néixer a partir del Jugendbund der NSDAP (JdN), que va ser fundat el març de 1922. Va tenir la seva primera reunió al maig del mateix any i estava reservat als barons d'entre 14 i 18 anys. Els d'edats compreses entre els 14 i els 16 anys formaven les Jungmannschaften i els majors el Jungsturm dolf Hitler. L'organització estava supervisada per les SA i dirigida al principi per Adolf Lenk.
El JdN es va apaivagar després del putsch fallit de 1923 i durant l'empresonament de Hitler. Es fundaren nombrosos grups juvenils locals per a omplir el buit, com el Grossdeutsche Jugendbewegung de Lenk i Kurt Gruber o el Schilljugend, organitzat tant a Àustria com a Alemanya. En 1926, el Grossdeutsche Jugendbewegung de Gruber va ser reanomenat Hitler Jugend, Bund Deutscher Arbeiterjugend amb Gruber com a nou capdavanter, però al cap de poc fou reemplaçat per Franz von Pfeffer.
El 1928 les HJ van afegir una secció per a nois d'entre 10 i 14 anys, denominada inicialment Deutsche Knabenschaft, i que el 1931 va ser reanomenada Deutsches Jungvolk in der Hitler-Jugend. Es va afegir la secció femenina per a joves entre 14 i 18 anys dita Schwesternschaft der Hitler-Jugend, i reanomenada Bund Deutscher Mädel (BDM) el 1930, així com una secció per a noies més joves, el Jungmädelgruppe, el 1931.
El 1931 es creà el nou càrrec de Reichsjugendführer, i Baldur von Schirach va prendre el control de les Joventuts Hitlerianes, el National-Sozialistische Schülerbund (NSS) i el National-Sozialistische Deutsche Studentenbund (NSDSt.B), subordinat a aquest últim. Adrian von Renteln fou nomenat líder de les Joventuts Hitlerianes i va purgar activament la prefectura de les Joventuts de persones 'no apropiades'. No obstant això, el 1932 quan el NSS es va unir a les HJ, el càrrec d'Adrian von Renteln va ser absorbit per von Schirach. Les Joventuts Hitlerianes es van independitzar de les SA el maig de 1932, però ambdós grups van ser abolits pel Govern de Weimar al juny.
Després de la presa del poder del partit nazi, altres grups juvenils de dretes foren absorbits per les HJ. A partir de l'1 de desembre de 1936, sota el Jugenddienstpflicht (servei obligatori juvenil) tots els altres grups juvenils foren abolits i els seus membres absorbits per les HJ. La pertinença a aquesta organització va ser obligatòria per als joves de més de 17 anys el 1939 i per a tots els nens a partir de 10 anys el 1941. Von Schirach fou reemplaçat com líder per Arthur Axmann el 1940. A mesura que avançava la Segona Guerra Mundial, el grup va realitzar el treball dels homes allistats a les forces armades, va portar a terme la defensa antiaèria i va produir molts soldats, especialment per a les SS i en particular la 12a Divisió Panzer SS Hitlerjugend sota el comandament de Kurt Meyer.
Quan Alemanya va ser envaïda es va allistar a membres cada vegada més joves de les HJ, i durant la batalla de Berlín el 1945 molts dels seus membres van ser reclutats en el Volkssturm i constituïren una part important de la defensa alemanya. Es va formar una divisió Panzerjagd (caçatancs) formada per companyies de bicicletes; cadascun dels ciclistes duia dos llençagranades antitancs subjectes a banda i banda de la roda davantera i al manillar. La cúpula nazi donava per fet que serien capaços de desmuntar en un instant i estar llestos per a entrar en acció contra un T-34, la qual cosa era impossible en la majoria dels casos i se'ls enviava conscientment a una mort anunciada. Les Joventuts Hitlerianes, en ser constituïdes per joves menors de 18 anys, van lluitar de manera desigual, si bé alguns reduïts grups van lluitar amb gran coratge a la batalla (un grup va aconseguir mantenir a ratlla a una divisió de tancs soviètics durant tres dies, gràcies sobretot als panzerfaust), la majoria fugien del combat quan apareixien les tropes molt foguejades de l'Exèrcit Roig. Després de la guerra, les Joventuts Hitlerianes van ser dissoltes i abolides per a sempre.

## Organitzacions equivalents en altres països
- La Falange Española organitzà seccions juvenils anomenades Flechas i Pelayos.
- La Itàlia feixista tenia Balilla i Arditi.
- La Ethniki Organosi Neolaias (EON) durant l'etapa feixista a Grècia.
- Les Àligues Croates a Croàcia durant la Segona Guerra Mundial.